# Józef Jerzy Pilarczyk
Józef Jerzy Pilarczyk, né le 18 mars 1949 à Pudłówek, est un homme politique polonais membre de l'Alliance de la gauche démocratique (SLD). Il est ministre de l'Agriculture entre mai et octobre 2005.

## Biographie
En 1972, il achève ses études à l'Académie d'agriculture de Szczecin.
Membre du Parti ouvrier unifié polonais (PZPR) à partir de 1972, il se fait élire député à la Diète le 18 juin 1989 dans la circonscription de Brzeg. En 1990, il intègre la Social-démocratie de la République de Pologne (SdRP). Il est réélu dans la circonscription d'Opole au cours des élections législatives du 27 octobre 1991, avec 6 670 votes préférentiels sur la liste de la coalition Alliance de la gauche démocratique (SLD).
Il remporte un nouveau mandat lors des élections législatives anticipées du 19 septembre 1993, totalisant 5 578 suffrages de préférence dans la nouvelle circonscription d'Opole. Il devient alors secrétaire d'État du ministère de l'Agriculture et de l'Alimentation durant les quatre ans de la législature.
Il assure sa réélection aux élections législatives du 21 septembre 1997 en engrangeant 7 740 voix préférentielles. Du fait d'un changement de majorité, il doit quitter ses fonctions exécutives en octobre.
En 1999, il devient membre de la SLD, transformée en parti politique sous la présidence de Leszek Miller. Au cours des élections législatives du 23 septembre 2001, il est à nouveau élu à la Diète, avec 7 083 votes préférentiels dans la circonscription d'Opole redécoupée. Il est ensuite renommé secrétaire d'État du ministère de l'Agriculture et du Développement rural au mois d'octobre.
Il se présente sans succès aux élections européennes du 13 juin 2004.
Le 31 mai 2005, Józef Pilarczyk est nommé ministre de l'Agriculture et du Développement rural dans le second gouvernement minoritaire de coalition du social-démocrate Marek Belka. Il prend ainsi la suite de Wojciech Olejniczak, désigné président de la SLD. Candidat aux élections législatives du 25 septembre 2005, il échoue à conserver son mandat parlementaire. Du fait d'un changement de majorité, il doit quitter ses fonctions exécutives le 31 octobre.
Il retrouve un mandat le 16 novembre 2014, à la suite de son élection au conseil municipal de Łubniany.